# توم هارب
توم هارب (بالإنجليزية: Tom Harp)‏ هو مدير فني أمريكي، ولد في 1927.